# Tyska kyrkan, Liverpool
Tyska kyrkan (tyska: Deutsche Kirche, engelska: German Church) är en luthersk kyrkobyggnad i Liverpool  i England i Storbritannien. Den är belägen vid Bedford Street South/ Canning Street. Nuvarande byggnad invigdes 1960.

### Fotnoter
1. ↑  ”The history of Lutherans in Britain” (på engelska). Council of Lutheran Churches. Arkiverad från originalet den 25 oktober 2014. https://web.archive.org/web/20141025202710/http://www.lutheran.org.uk/history_detailed.php. Läst 28 juli 2014.